# Machimus virginicus
Machimus virginicus är en tvåvingeart som först beskrevs av Banks 1920.  Machimus virginicus ingår i släktet Machimus och familjen rovflugor. Inga underarter finns listade i Catalogue of Life.